# The Silence
The Singel to singel brytyjskiej piosenkarki pop/R&B Alexandry Burke. Jest to szósty singel z debiutanckiego albumu "Overcome" pełniący rolę singla promującego. Autorami tekstu są Nadir Khayat, Savan Kotecha, Bilal Hajji, natomiast produkcją singla zajął się RedOne. W Wielkiej Brytanii singel został wydany 6 grudnia 2010 w formacie digital download.

## Format wydania
2009 standard edition
4. "The Silence" – 4:01
2010 deluxe edition
2. "The Silence" (New Single Mix) – 3:35

## Notowania
| Lista                                         | Najwyższa pozycja |
| --------------------------------------------- | ----------------- |
| MAHASZ (Węgry)                                | 26                |
| Irish Singles Chart (Irlandia)                | 30                |
| The Official Charts Company (Szkocja)         | 1                 |
| IFPI (Szwajcaria)                             | 62                |
| The Official Charts Company (Wielka Brytania) | 16                |